# Le avventure di Superman (fumetto)
Le avventure di Superman (Superman Adventures) è una serie a fumetti DC Comics incentrata sulle avventure di Superman. Si differenzia dagli altri fumetti dell'Uomo d'Acciaio poiché questa serie è ambientata nella continuity del DC Animated Universe. Sono stati realizzati 66 numeri tra il 1996 e il 2002.

## Contesto
Gli autori della serie sono Paul Dini (creatore della serie Superman), Mark Evanier, Devin K. Grayson, Scott McCloud, Mark Millar e Ty Templeton. È la serie gemella de Le avventure di Batman (basata sulle serie Batman e Batman - Cavaliere della notte) e Justice League Adventures (basato sulla serie Justice League e Justice League Unlimited).

## Personaggi
Nonostante il fumetto si basi per lo più sul cast della serie animata, sono presenti alcuni personaggi che appaiono esclusivamente nel fumetto, come il generale Zod, Brad Wilson (da Superman III), Bizarro Lois Lane, Krypto e Sandman (da The Sandman Saga).

## Ristampe
| Titolo                                   | Numeri contenuti                                  | Data di pubblicazione | ISBN                |
| ---------------------------------------- | ------------------------------------------------- | --------------------- | ------------------- |
| Superman: Adventures of the Man of Steel | Superman Adventures #1-6                          | maggio 1998           | ISBN 978-1563894299 |
| Superman Adventures (Digest)             |                                                   |                       |                     |
| Vol. 1: Up, Up and Away                  | Superman Adventures #16, 19, 22-24                | settembre 2004        | ISBN 978-1401203313 |
| Vol. 2: The Never-Ending Battle          | Superman Adventures #25-29                        | settembre 2004        | ISBN 978-1401203320 |
| Vol. 3: Last Son of Krypton              | Superman Adventures #30-34                        | marzo 2006            | ISBN 978-1401210373 |
| Vol. 4: The Man of Steel                 | Superman Adventures #35-39                        | marzo 2006            | ISBN 978-1401210380 |
| Superman Adventures (nuova edizione)     |                                                   |                       |                     |
| Superman Adventures (Vol. 1)             | Superman Adventures #1-10                         | novembre 2015         | ISBN 978-1401258672 |
| Superman Adventures (Vol. 2)             | Superman Adventures #11-16, Annual #1, Special #1 | maggio 2016           | ISBN 978-1401260941 |
| Superman Adventures (Vol. 3)             | Superman Adventures #17-25                        | maggio 2017           | ISBN 978-1401272425 |